# أوسكار لوندونو
أوسكار لوندونو (بالإسبانية: Óscar Londoño)‏ هو لاعب كرة قدم كولومبي في مركز الهجوم، ولد في 7 مارس 1979 في ميديلين في كولومبيا. لعب مع أتلتيكو ناسيونال وأتليتيكو بوكارامانغا وأتليتيكو هويلا وإنديبنديينتي سانتا في وريونيغرو أغيلاس وفورتاليزا الكولومبي ونادي ديبورتيفو أراب يونيدو.

## وصلات خارجية
- أوسكار لوندونو على موقع قاعدة بيانات كرة القدم.إي يو (الإنجليزية)
- أوسكار لوندونو على موقع Soccerway.com (الإنجليزية)